# Grof Geschud
Grof Geschud is een Vlaams-Nederlands cabaretduo bestaande uit de Nederlandse Myrthe van Velden en de Belg Lander Severins. Ze leerden elkaar kennen in 2014 op de Koningstheateracademie in 's-Hertogenbosch, waar ze met de grootste onderscheiding zijn afgestudeerd in 2018.
Van Velden en Severins hadden een relatie met elkaar toen ze de debuutvoorstelling Lijmen (2019-2021) speelden, geregisseerd door Raf Walschaerts en Minou Bosua. De relatie tussen Van Velden en Severins stond in deze voorstelling centraal. Tijdens de reeks voorstellingen kwam er echter een einde aan hun relatie, maar ze maakten hun tournee desondanks af. De voorstelling werd genomineerd voor de cabaretprijs Neerlands Hoop. Van Velden en Severins werden de jongste genomineerden ooit voor deze prijs.
In de tweede voorstelling Broeden (2021-2023) maakten ze gebruik van de relatiebreuk door deze te analyseren en als thema te gebruiken voor de voorstelling.Met deze voorstelling werden zij bekend bij het grotere publiek in Vlaanderen. Ze werden gecoacht door Minou Bosua en Janne Desmet.
Over de relatiebreuk brachten ze in 2022 het boek Drijven uit. Deze roman schreven ze samen als co-auteurs en verscheen bij Uitgeverij Vrijdag. In april 2024 verscheen de derde druk bij Uitgeverij Pelckmans.
In hun derde voorstelling Kroost (2023-heden) behandelen ze het thema ouderschap en hun twijfels om met hun partners aan kinderen te beginnen. Ze bespreken hun angsten en hun eigen jeugd, onder andere gebruik makend van cultuurverschillen tussen Nederland en Vlaanderen. Ook voor deze voorstelling werden ze gecoacht door Minou Bosua en Janne Desmet. Ze gebruiken het thema van de kinderwens om het over diepgaandere thema's te hebben zoals intergenerationele pijn.
De Standaard en Het Parool vergeleken het duo met Kommil Foo.
Het duo is terugkerende gast in het Vlaamse radioprogramma Nieuwe Feiten op Radio1. Hier verzorgen ze de rubriek "Het Middagjournaal", een actuele kijk op de dag vlak voor het nieuws van 13 uur. 

## Voorstellingen
- Lijmen (2019)
- Broeden (2021)
- Kroost (2023)

## Boeken
- Drijven (2022)

## Ander werk
Van Velden en Severins zijn beide ook actief als regisseur en coach van verschillende comedians en jonge cabaretiers. Severins regisseerde onder meer al William Boeva met zijn voorstelling B30VA en diens theaterlezing Drive. Van Velden coachte samen met Tom Ternest Severins en Thomas Van Caeneghem in de kleutervoorstelling BOTSKOP (2024-heden).
Ook is Severins actief als stemacteur. Zo vertolkte hij in 2019 de Vlaamse stem van Simba in de live action versie van The Lion King en in 2023 de Vlaamse stem van Mario in de SuperMarioBros-film. Als komisch duo vertolkten zij rollen in Rikkie de Ooievaar 2. 
Op televisie maakte het duo een intrede in 2017 in het programma Voor De Leeuwen op de Vlaamse zender VRT1. In zijn eigen rubriekje Lander op een ander betrok hij elke aflevering Myrthe van Velden met wie hij toen nog een relatie had. 
Bij het Gentse productiehuis voor kleutervoorstellingen 4Hoog speelden zij Stok Paard Prins in seizoen 2021-2022. 